# Scenopinus albicinctus
Scenopinus albicinctus är en tvåvingeart som först beskrevs av Rossi 1794.  Scenopinus albicinctus ingår i släktet Scenopinus och familjen fönsterflugor. Inga underarter finns listade i Catalogue of Life.